# Fontaines (Saône-et-Loire)
Fontaines (auch: Fontaines-en-Bourgogne) ist eine französische Gemeinde mit 1.845 Einwohnern (Stand: 1. Januar 2022) im Département Saône-et-Loire in der Région Bourgogne-Franche-Comté. Die Gemeinde gehört zum Arrondissement Chalon-sur-Saône und zum Kanton Chagny. Die Bewohner werden Fontenois und Fontenoises genannt.

## Geografie
Fontaines liegt etwa 10 Kilometer nordwestlich von Chalon-sur-Saône am Canal du Centre. Zahlreiche Weinsorten werden hier im Weinbaugebiet Bourgogne angebaut. Umgeben wird Fontaines von den Nachbargemeinden Rully im Norden, Chagny im Norden und Nordosten, Lessard-le-National im Osten, Fragnes-La Loyère im Südosten, Farges-lès-Chalon im Süden und Südosten, Mellecey im Süden und Südwesten sowie Mercurey im Westen.
Am östlichen Rand der Gemeinde führt die Autoroute A6 entlang. Der Haltepunkt Fontaines-Mercurey liegt an der Bahnstrecke Paris–Marseille.

## Geschichte
Die Quellen nennen den Ort zunächst als Fontanœ. Der Name (frz.: „Quellen“) bezieht sich auf die zahlreichen Wasserquellen an den Berghängen im Westen der Gemeinde. Das Schloss von Fontaines wurde 1569 zerstört.

### Bevölkerungsentwicklung

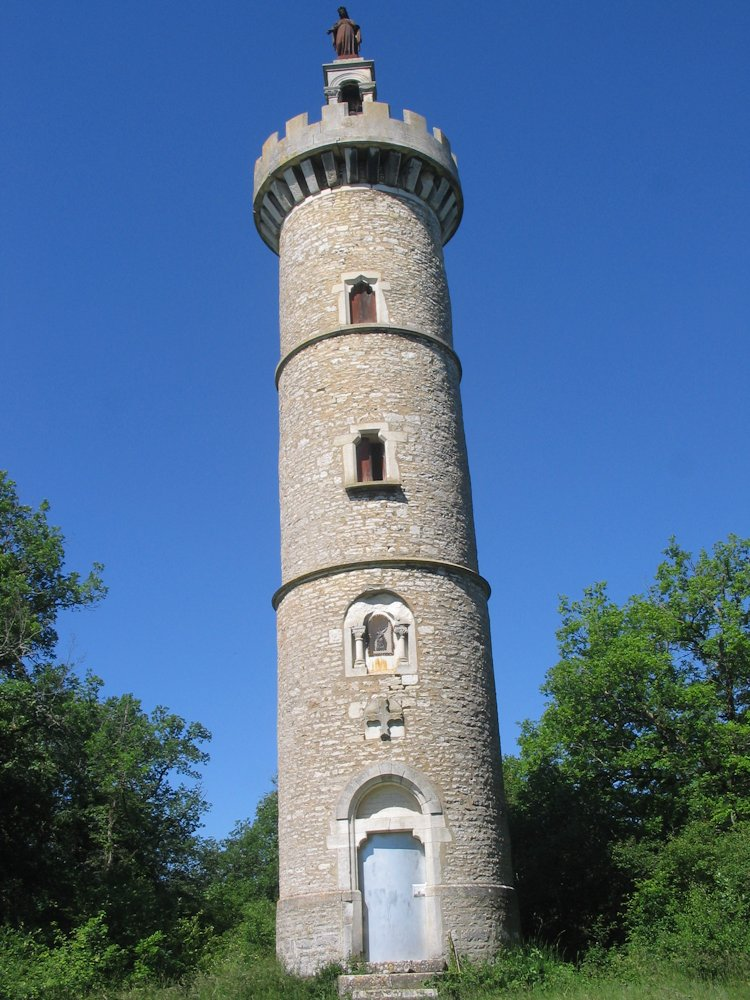
Turm Saint-Hilaire

| Jahr      | 1962 | 1968 | 1975 | 1982 | 1990 | 1999 | 2006 | 2012 | 2020 |
| Einwohner | 1315 | 1438 | 1456 | 1596 | 1839 | 1947 | 2011 | 1959 | 1853 |

## Kultur und Sehenswürdigkeiten
- Romanische Kirche Saint-Just aus dem 13. Jahrhundert mit Umbauten aus dem 15. Jahrhundert, seit 1987 als Monument historique eingeschrieben
- Reste des alten Klosters, Werksteine der Ruine wurden 1862 verwendet, um den Turm Saint-Hilaire mit einer Marienstatue an der Spitze zu bauen
- Fünf Waschhäuser

## Gemeindepartnerschaft
Mit der italienischen Gemeinde Paciano in der Provinz Perugia (Umbrien) besteht seit 1996 eine Partnerschaft.